# Summer Stock
Summer Stock é um filme musical estadunidense da Metro-Goldwyn-Mayer, lançado em 1950. Foi dirigido por Charles Walters e estrelado por Judy Garland e Gene Kelly.
Garland passou por muitos problemas pessoais durante as filmagens e Summer Stock foi o seu último filme para a MGM, bem como seu último trabalho no cinema com Kelly. Garland foi demitida pela MGM em setembro de 1950.

## Sinopse
O filme conta a história de uma família simples do interior, que permite que uma companhia da Broadway, dirigida por Joe Ross (Gene Kelly), mostre seu novo espetáculo na sua fazenda. O evento acaba transformando a proprietária Jane Falbury (Judy Garland) em estrela do show. Judy Garland canta várias músicas no filme.

## Elenco
| Ator/Atriz         | Personagem         |
| ------------------ | ------------------ |
| Judy Garland       | Jane Falbury       |
| Gene Kelly         | Joe Ross           |
| Eddie Bracken      | Orville Wingait    |
| Gloria DeHaven     | Abigail Falbury    |
| Marjorie Main      | Esme               |
| Phil Silvers       | Herb Blake         |
| Ray Collins        | Jasper Wingait     |
| Nita Bieber        | Sarah Higgins      |
| Carleton Carpenter | Artie              |
| Almira Sessions    | Constance Fliggert |
| Hans Conried       | Harrison Keath     |
| Kathryn Sheldon    | Amy Fliggerton     |
| Paul E. Burns      | Frank              |
| Jack Gargan        | Clerk              |
| Eddie Dunn         | xerife             |
| Erville Alderson   | Zeb                |

## Trilha sonora
- If You Feel Like Singing (Judy Garland)
- Howdy Neighbor (Judy Garland)
- You Wonderful You (Gene Kelly e Judy Garland)
- Friendly Star (Judy Garland)
- All for You (Judy Garland e Gene Kelly)
- Heavenly Music (Gene Kelly e Phil Silvers)
- Get Happy (Judy Garland)